# 本田博文
本田 博文（ほんだ ひろふみ、1953年〈昭和28年〉7月14日 - ）は、日本の政治家。元大分県日出町長（2期）。

## 来歴
大分県速見郡日出町豊岡出身。日出町立豊岡小学校、日出町立日出中学校を経て、1972年、大分県立大分工業高等学校電子科を卒業。同年富士通へ入社し、大分県外にある富士通川崎工場で勤務することとなった。入社後、政治や経済の知識に乏しいことを先輩に相談したところ、大学進学を勧められ、一浪を経て1975年に大分大学経済学部へ進学。在学中に配送業をアルバイトをし、トラックの免許を取得した。また、父が病気になったこともあって学生としての期間を苦労して卒業したという。
その後、第三次全国総合開発計画のことが印象に残って県庁の仕事に興味を抱き、1980年に大分県庁へ入庁。県職員として国民健康保険、地域医療、福祉、県税、地域振興等に従事し、大分県税務課長、県税事務所長などを歴任。中でも県税の業務は各種税の減免制度を通じ、行政の全体像を掴むのに役立ったという。また、入庁10年目の時にはリゾート開発、地域振興を目的とした海外研修を自分で計画し、イギリス、オランダ、フランス、スペインの4カ国を訪問した。
2013年（平成25年）、大分県庁を退職。同年、公益財団法人大分県奨学会に就職し、常務理事を務めた。大分県奨学会で働くうちに再び行政に携わる仕事がしたいと考えるようになり、2016年8月28日、工藤義見の任期満了に伴う日出町長選挙に出馬し、前教育長の西野智行を破り、初当選。同年9月5日、日出町長に就任。
※当日有権者数：23,418人 最終投票率：58.51%（前回比： 8.13pts）
| 候補者名 | 年齢 | 所属党派 | 新旧別 | 得票数  | 得票率 | 推薦・支持 |
| -------- | ---- | -------- | ------ | ------- | ------ | ---------- |
| 本田博文 | 63   | 無所属   | 新     | 8,182票 | 59.7%  |            |
| 西野智行 | 62   | 無所属   | 新     | 5,389票 | 39.3%  |            |

2020年（令和2年）8月30日、自身の任期満了に伴う日出町長選挙に出馬し、元日出町副町長の今宮礼二、結婚相談所長の清水博木を破り、再選。
※当日有権者数：23,368人 最終投票率：55.70%（前回比： 2.81pts）
| 候補者名 | 年齢 | 所属党派 | 新旧別 | 得票数  | 得票率 | 推薦・支持 |
| -------- | ---- | -------- | ------ | ------- | ------ | ---------- |
| 本田博文 | 67   | 無所属   | 現     | 6,423票 | 49.3%  |            |
| 今宮礼二 | 71   | 無所属   | 新     | 6,062票 | 46.6%  |            |
| 清水博木 | 65   | 無所属   | 新     | 431票   | 3.3%   |            |

2024年8月25日投開票の町長選挙で元町議会議員の安部徹也に大差で敗れ落選。
※当日有権者数：23,021人 最終投票率：54.66%（前回比：-1.04pts）
| 候補者名 | 年齢 | 所属党派 | 新旧別 | 得票数  | 得票率 | 推薦・支持 |
| -------- | ---- | -------- | ------ | ------- | ------ | ---------- |
| 安部徹也 | 56   | 無所属   | 新     | 8,037票 | 64.24% |            |
| 本田博文 | 71   | 無所属   | 現     | 4,474票 | 35.76% |            |